# 필립 쇼월터 헨치
필립 쇼월터 헨치(영어: Philip Showalter Hench, 1896년 2월 28일 ~ 1965년 3월 30일)는 미국의 의학자이다. 1950년에 여러 종류의 부신피질 호르몬의 발견 및 그 구조와 생물학적 작용을 발견·연구한 공로로 에드워드 캘빈 켄들, 타데우시 라이히슈타인과 함께 노벨 생리학·의학상을 수상했다.

## 수상 경력
- 1949년 : 래스커상
- 1950년 : 노벨 생리학·의학상